# Stazione di Rennes
La Stazione di Rennes (in francese Gare de Rennes) è una stazione ferroviaria Francese della linea da Parigi-Montparnasse a Brest, situata a sud del centro città di Rennes, prefettura del dipartimento di Ille-et-Vilaine e della regione Bretagna.
È costruito ai margini dei quartieri Saint-Hélier (a nord) e Sainte -Thérèse (a sud), a circa un chilometro dal municipio, all'estremità meridionale di Avenue Janvier: tra i boulevards di Beaumont e di Solférino (a nord), rue de l'Alma (a ovest), rue de Châtillon, rue de Quinelieu e rue Pierre-Martin (a sud) e rue Saint-Hélier (a est).
È la stazione principale della città, che detiene anche le fermate passeggeri di Pontchaillou e La Poterie. Ogni giorno, 54 TGV e 180 TER generano un traffico medio di 26300 passeggeri nel 2013. Nel 2019, circa 400 treni partivano dalla stazione ogni giorno.
La sua creazione risale al 1857, quando la linea da Parigi-Montparnasse a Brest arrivò in città.
Una seconda stazione è stata realizzata nel 1992 da un gruppo di architetti di Rennes composto dalle agenzie Archipole (Thierry Le Berre), BNR (Brajon, Nicolas, Ressaussière) e Aria (Le Trionnaire) per la messa in servizio della TGV Atlantique. Un complesso immobiliare di uffici, servizi, un secondo accesso da sud e collegamenti con altri sistemi di trasporto lo estendono (stazione degli autobus, accesso diretto alla metropolitana di Rennes).
Una terza stazione viene creata da ottobre 2015 a luglio 2019 sulla base della seconda. Questa importante ristrutturazione è destinata ad accompagnare l'arrivo della LGV Bretagne (luglio 2017), la messa in servizio della linea B della metropolitana di Rennes (2022), il raddoppio del traffico ferroviario (previsto tra il 2019 e il 2025) e la creazione di un quartiere degli affari denominato EuroRennes (fine del programma nel 2025).

## Galleria d'immagini

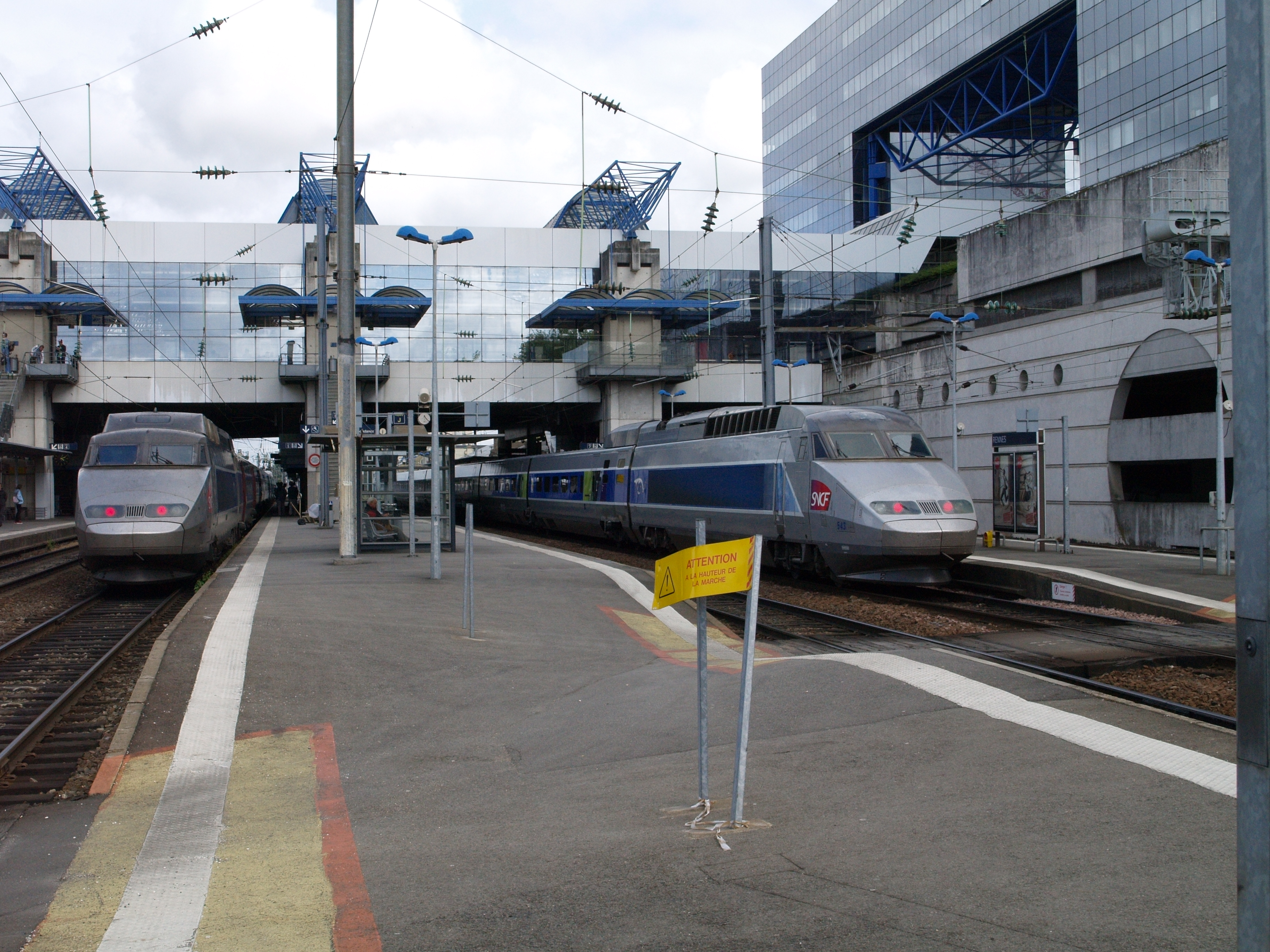
Arrivo Rete TGV sud-est pre-2022
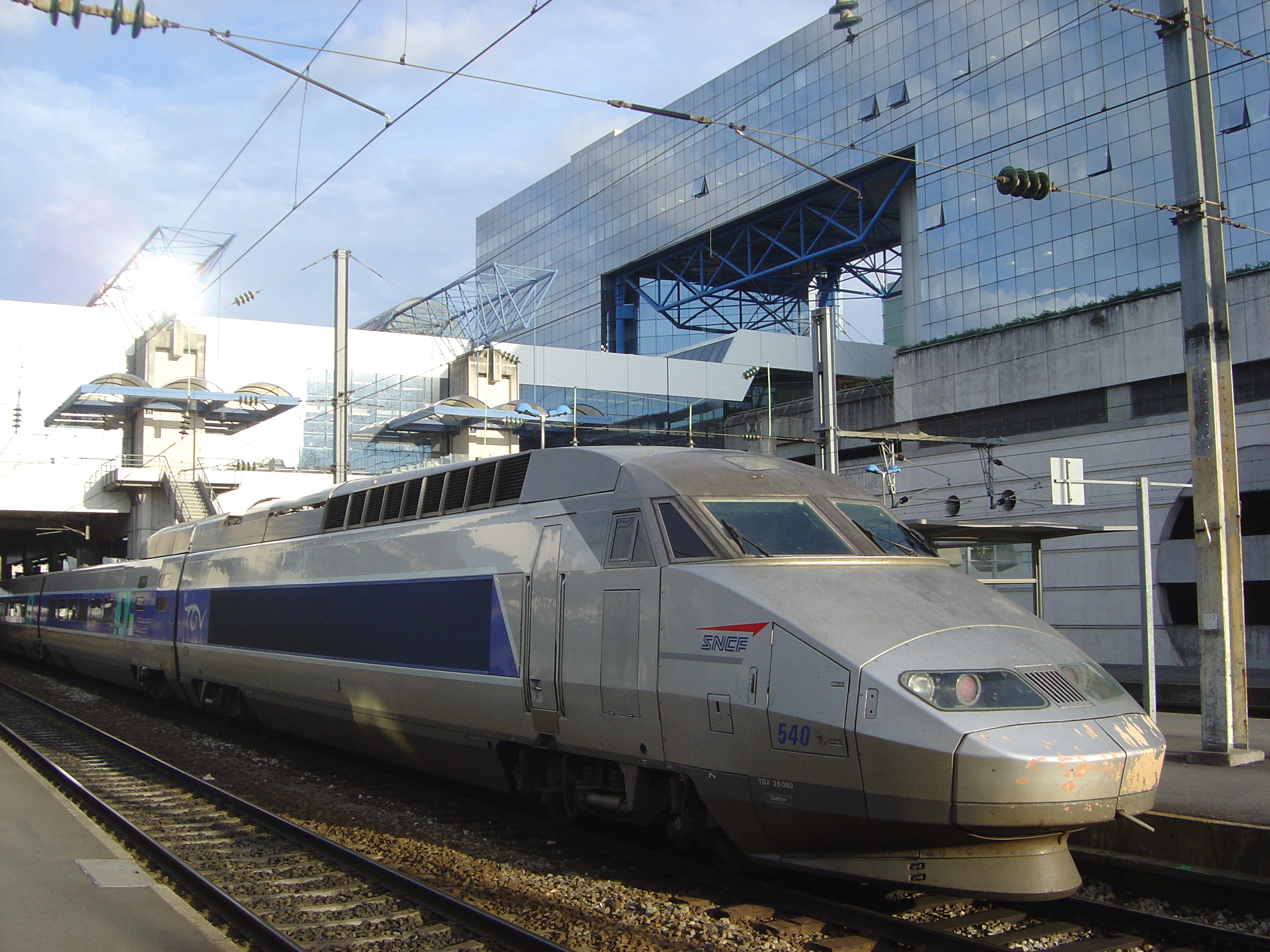
Treno TGV alla stazione ferroviaria di Rennes pre-2022
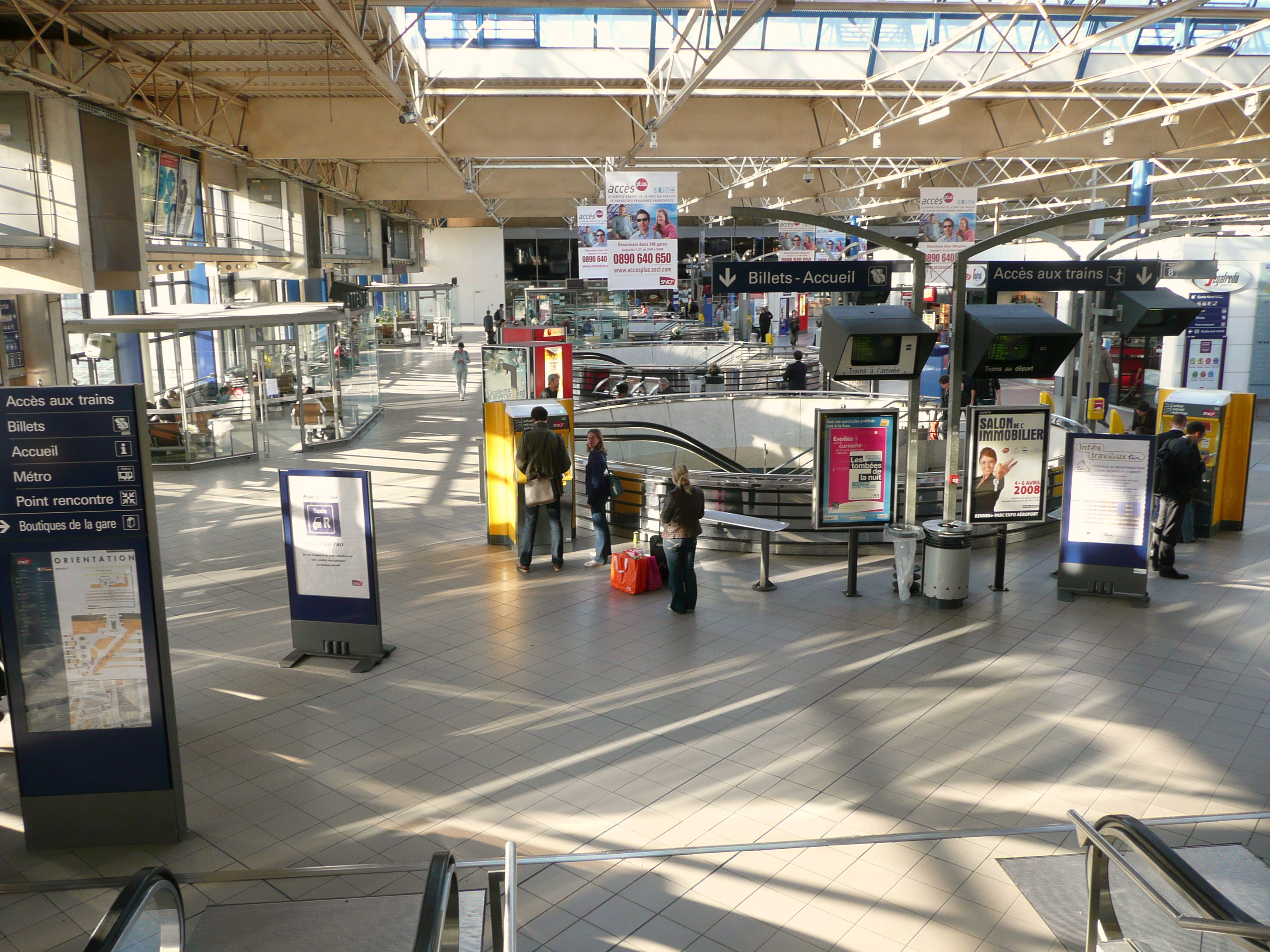
Sala passeggeri alla stazione di Rennes sopra i binari pre-ristrutturazione 2022
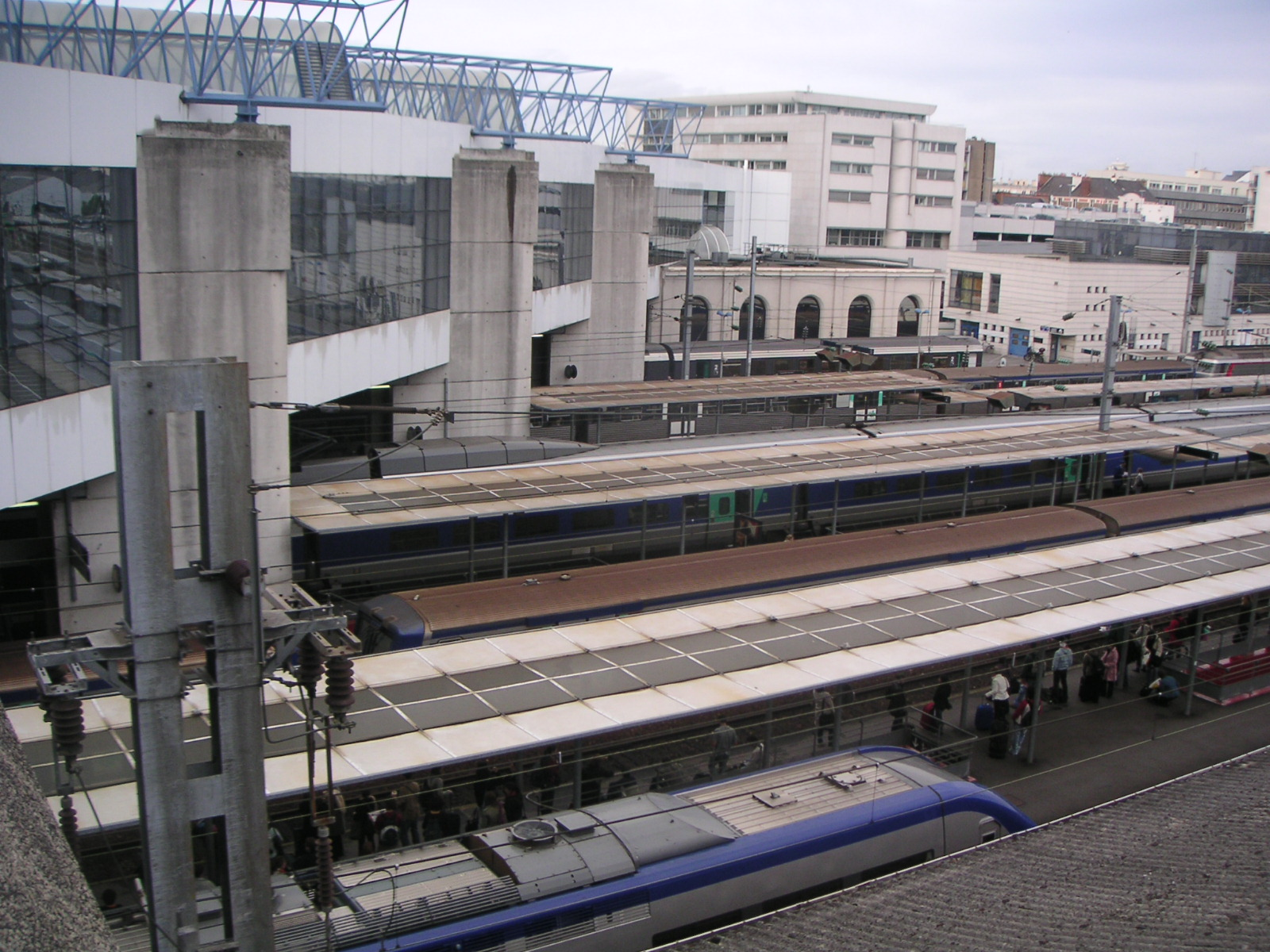
Treni regionali e TGV nella stazione di Rennes visti sopra i binari e vista parziale dei vecchi edifici della stazione pre-2022
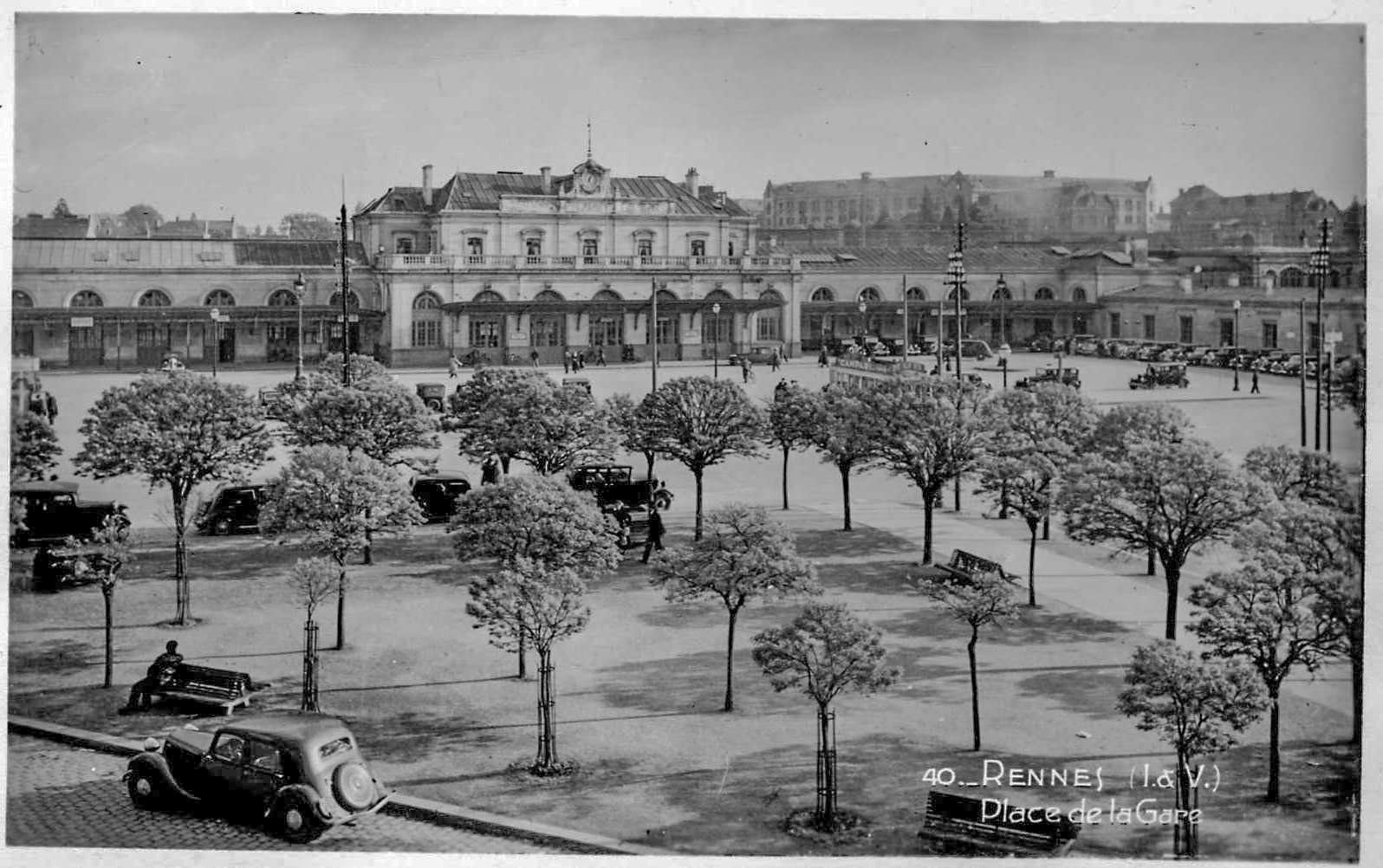
Stazione di Rennes, inizio XX secolo
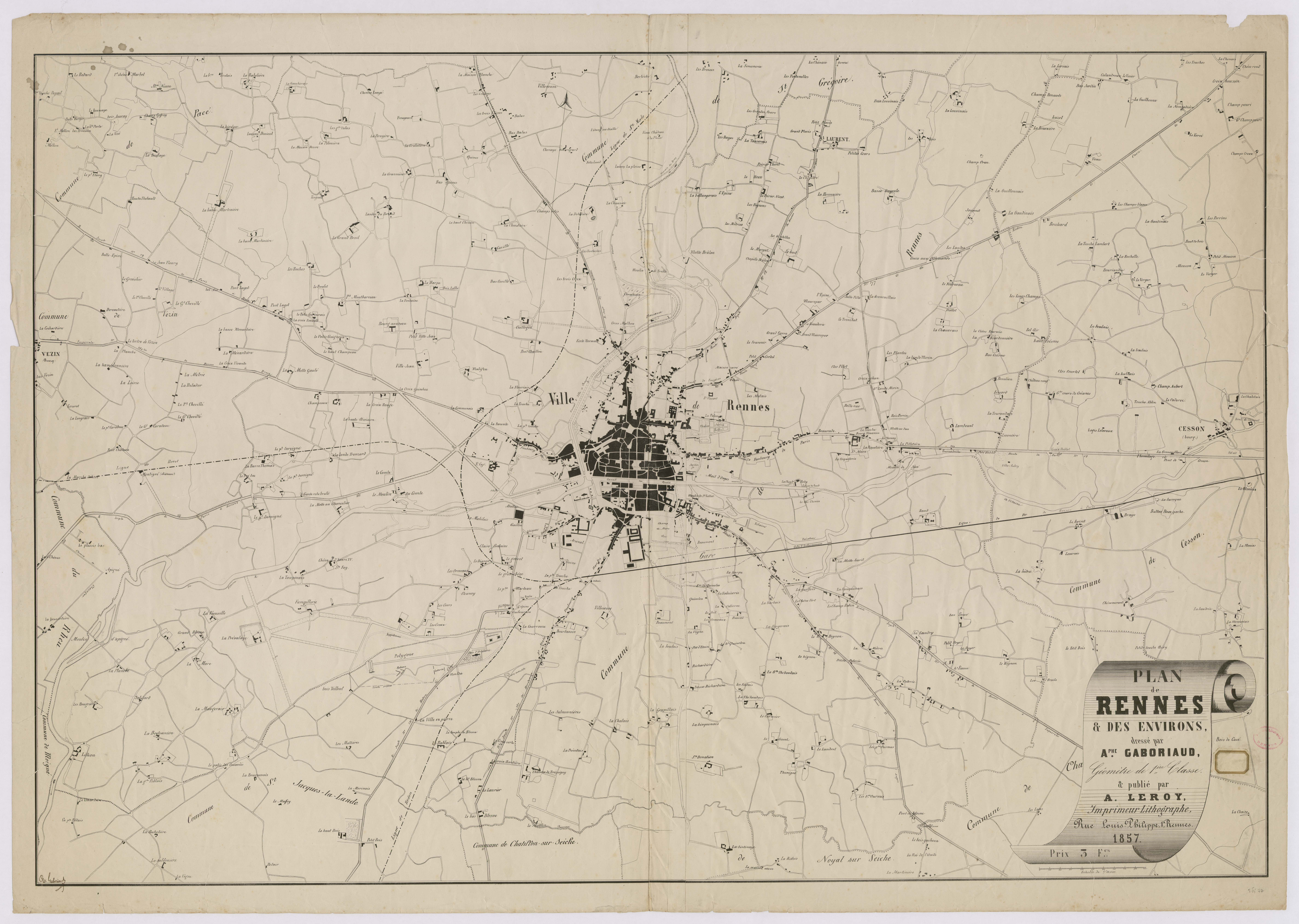
Situazione dei binari intorno a Rennes nel 1857